# Герман, Наталья Петровна
Ната́лья Петро́вна Ге́рман (укр. Наталія Петрівна Герман; род. 10 ноября 1963, Днепродзержинск, Днепропетровская область) — советская украинская легкоатлетка, специалистка по бегу на короткие дистанции. Выступала за сборную СССР по лёгкой атлетике во второй половине 1980-х годов, обладательница бронзовой медали чемпионата мира, победительница и призёрка первенств всесоюзного значения.

## Биография
Наталья Герман родилась 10 ноября 1963 года в городе Днепродзержинске Днепропетровской области Украинской ССР.
Занималась лёгкой атлетикой в Харькове, выступала за добровольное спортивное общество «Спартак».
Впервые заявила о себе на взрослом всесоюзном уровне в сезоне 1985 года, когда на чемпионате СССР в Ленинграде с командой «Спартака» выиграла бронзовую медаль в эстафете 4 × 100 метров.
В 1986 году в эстафете 4 × 100 метров одержала победу на IX летней Спартакиаде народов СССР в Ташкенте.
В 1987 году на чемпионате СССР в Брянске победила в беге на 200 метров и получила серебро в эстафете 4 × 100 метров. Попав в основной состав советской сборной, удостоилась права защищать честь страны на чемпионате мира в Риме — в дисциплине 200 метров остановилась уже на предварительном квалификационном этапе, тогда как в эстафете вместе с соотечественницами Ириной Слюсарь, Натальей Помощниковой и Ольгой Антоновой завоевала бронзовую награду, уступив в финале только командам из США и ГДР.
На чемпионате СССР 1988 года в Таллине добавила в послужной список ещё одну бронзовую медаль, выигранную в эстафете 4 × 100 метров.